# 奧克 (密蘇里州)
奧克（英語：Oak）是位於美國密蘇里州迪卡爾布縣的非建制地區。

## 歷史
奧克的郵局於1894年設立，其後於1906年停運。

## 地理
奧克所處的海拔為高於海平面292米（即958英呎），而該地所採用的時區為UTC-6，即北美中部時區（CST）。同時該地設有夏令時間，為UTC-6調快一小時，即UTC-5（CDT）。